# バルラス
バルラス（ペルシア語翻訳 Barlas、モンゴル語翻訳 Barulas）は、中央ユーラシアで活動した部族集団。漢語表記は『元史』では八魯剌思、『元朝秘史』では把舌魯剌、把舌魯剌思。『集史』などのペルシア語表記では برلاس Barlās 。

## 系図
トンビナイ・セチェンの子、カチュラ・ギルタンから始まる大バルラス氏族とカチャン（カチウ）から始まる小バルラス氏族。

## モンゴル帝国時代前後
チンギス・カン以前はモンゴル部に属する氏族で、『元朝秘史』によればその始祖カチュリはモンゴル部の始祖アラン・コアの子のボドンチャル・ムンカクの孫であったメネン・トドンの息子たちのひとりであったと伝えている。メネン・トドンの息子はカチ・クルク、カチン、カチウ、カチュラ、カチウ、カラルダイ、ナチン・バアトルの7人であった。カチウにはバラルダイという息子がおり、大きい身体の持ち主で食物に猛々しかった（baruq）ので、その子孫はバルラス部族と呼ばれた、という始祖伝説を伝えている。
カチュラの息子もやはり食物に猛々しい人物だったため、カチウ家の子孫を「大バルラ（也客把舌魯剌 Yeke Barula）」、カチュラ家の子孫を「小バルラ（兀出干把舌魯剌 Üčǖgen Barula）」と名付けて、両者をあわせてにバルラス部となったという。のちのチンギス・カン家を輩出するキヤト氏とタイチウト氏とは祖先を同じくしていたことになる。『元朝秘史』によれば、最初のカン（ハン）となったカブル・カン、アンバガイ・カン（カブル・カンの又従兄弟）と同族とするボルジギン氏に繋がる有力家系であったと伝わる。
カチュリの子孫はカブル・カンの子孫キヤト氏族に従い、キヤト氏のチンギス・カンに仕えたカラチャル・ノヤンはモンゴル帝国の千人隊長のひとりとなり、チンギスの次男のチャガタイのウルス（所領）に配属された。13世紀中頃にチャガタイ・ウルスがイリ川の渓谷に移るとこれに従い、さらに14世紀にチャガタイ・ハン国を形成して中央アジアの広い地域を支配するようになるとバルラス部も散らばった。他に特にバルラス部族出身者で有名な人物はいわゆる「四狗（ドルベン・ノガス）」のひとりクビライがいる。

## ティムール朝の台頭とバルラス部族神話
14世紀中頃、西チャガタイ・ハン国のシャフリサブズにいたバルラス部の小貴族で、カラチャル・ノヤンの5代目の子孫にあたるティムールは、チャガタイ・ハン国再編の動きに乗って頭角をあらわし、1360年にバルラス部のアミールとなった。ティムールは1370年までに西トルキスタンの各地で割拠する諸部族を制圧して西チャガタイ・ハン国領を統一し、ティムール朝を建設する。ティムール朝は出自がバルラス部族であるから、チンギス・カンの男系子孫、いわゆるアルタン・ウルク（黄金氏族/Altan uruγ）でなければ即位することのできないハンの地位に就くことができず、チンギス・ハーンの子孫を保護して名目上のハンに立て、自らはチンギス家の娘と結婚して王家の娘婿（アミール・キュレゲン）の資格をもとに支配の正統化を行った。
ティムール朝の治下では、この体制を歴史的に裏付けるためにある種の伝説もつくられた。年代記に記されたところによると、モンゴルのトゥメネイ・ハン（『元朝秘史』のトンビナイ・セチェン）には、カチュリとカブルの二人の息子がおり、父のトゥメネイは弟のカブルとその子孫がハン位を継承し、兄のカチュリとその子孫はハンのもとで行政と軍事を司るように定め、二人に誓約を行わせたというものである。このようにして、カブルの子孫であるチンギス家はハンとして即位する権利をもつけれども、カブルの子孫であるティムール家が先祖の誓約に従って行政と軍事の全権を握るというものである。こうして、バルラス部のティムール家は、チンギス家に次ぐ高貴な家柄であることが主張された。
16世紀初頭にティムール朝が滅ぼされた後も、ティムール家の王子バーブルはインドに移ってムガル帝国を立てたので、ムガル帝国として続いた。ムガル帝国でもバルラス部はチンギス家と並ぶ高貴な家系であるという主張は繰り返され、王家の正統性が主張されている。

## ティムール家の系譜
1. アラン・ゴア（Alānquwā）…ティムール家の伝承上ではアリーの子孫とされる。
2. ボドンチャル（Būdhunchar）…ボルジギン氏の始祖。
3. ブカ（Būqā）
4. トゥトゥメティン（Tūtūmetīn）
5. カイドゥ（Qaydū）
6. バイスングル（Bāīsunghur）
7. トゥメネイ・ハーン（Tūmenāī）…伝承上ではカブルの子孫が世界を征服するハーンとなり、カチュライの子孫がそれを補佐するであろうと予言したとされる。
8. カチュライ（Qachūlāī）…伝承上では兄のカブル・ハーンとの間に、カチュライ家はカブル家から代々軍事と行政を委任される「誓約書」を交わしたとされる。
9. エルデムチ・バルラス（Erdemchī）…伝承上ではバルタン・バアトルを補佐したとされる。
10. スグチェチェン（Sūghūchīchīn）…伝承上ではイェスゲイ・バアトルを補佐したとされる。『モンゴル秘史』でもカラチャルの父として登場する。
11. カラチャル・ノヤン（Qarāchār Nūyān）…チンギス・カンからチャガタイに与えられ、伝承上ではチャガタイ・ウルスの統治を掌ったとされる。
12. アミール・イジェル（Ījel）…伝承上ではアルグ及びムバーラク・シャーに仕えたが、バラクの治世にフレグ・ウルスに移住したとされる。
13. アミール・イランギル（Īlangīr）…伝承上ではバラクの子のドゥアに仕え、先祖伝来の「誓約書」をドゥアとの間で更新したとされる。同時代史料には記載がない。
14. アミール・ボルギュル（Börgül）…同時代史料には記載がない。「アバガイ」という名前とする史料も存在する。
15. アミール・タラガイ（Taraghāī）…伝承上では早くにバルラス部の統治権を放棄し、学者達との交流や宗教的生活に専念していたとされる。
16. アミール・ティムール・キュレゲン（Tīmūr）

以上の名前はサマルカンドのティムールの墓石の記述に拠る。アラン・ゴアからエルデムチに至る系譜は『集史』の記述と一致するが、『集史』「トゥメネ・ハーン紀」ではエルデムチの息子をトゥダン（Tūdān）、その息子がジョチエ（Jūchī'a）、その息子がチンギス・カンに仕えた千人隊長ブルガン・カルジャ（Bālūqān Qālja）であるとしており、上述のティムール家の系譜と食い違う。一方、『モンゴル秘史』ではスクゥ・セチェン（＝スグチェチェン）の息子がカラチャルであったことのみが記されており、『モンゴル秘史』の伝えるカラチャルの家系と『集史』の伝えるブルガン・カルジャの家系が実際に姻戚関係にあったかどうかは不明である。